# Anthony Walker (baloncestista)
Anthony Walker (San Antonio, Texas, 22 de julio de 1993) es un baloncestista estadounidense. Con 2,06 metros de estatura, juega en la posición de ala-pívot.

## Trayectoria deportiva

### Universidad
Jugó sus dos primeros años de universidad en el pequeño college de South Plains, con los que en su primer año se proclamó campeón de la NJCAA tras una temporada perfecta de 36 victorias y 0 derrotas. En su segundo año promedió 6,0 puntos y 3,0 rebotes por partido.
En 2013 fue traspasado a los Mavericks de la Universidad de Texas en Arlington, donde jugó dos temporadas más, en las que promedió 4,0 puntos y 3,1 rebotes por partido.

### Profesional
Tras no ser elegido en el Draft de la NBA de 2015, si lo fue en el Draft de la NBA Development League, en el que los Fort Wayne Mad Ants lo seleccionaron en la decimotercera posición de la tercera ronda. En su primera temporada en el equipo, tras varias bajas y altas en el mismo, promedió 2,8 puntos, 1,3 rebotes y 1,4 tapones por partido.
Tras comenzar la temporada siguiente en los Mad Ants, en enero de 2017, tras ser cortado por el equipo, fichó por los Cape Breton Highlanders de la NBL Canadá, Allí disputó 28 partidos en los que promedió 9,9 puntos y 6,9 rebotes.
En noviembre de 2017 se anunció que formaría parte de la plantilla de los Texas Legends, de vuelta en la G League tras realizar una prueba para el equipo. Tras ser cortado en primera instancia, fue recuperado y acabó la temporada promediando 2,0 puntos y 1,8 rebotes por partido.
El 20 de octubre de 2018 fue elegido en la cuarta osición de la segunda ronda del Draft de la G League por los Stockton Kings.
En julio de 2024 regresó a México para incorporarse a El Calor de Cancún de la LNBP.